# O Estudante
O Estudante é um livro escrito por Adelaide Carraro que conta a história de dois irmãos, Roberto e Renato. A 1ª edição data de 1975.

## Enredo
Dois irmãos, sempre muito unidos e amigos, entram na escola juntos. Renato sempre foi o melhor aluno da classe sempre com as maiores notas e também devido ao grande respeito que apresentava a todos os seus professores. Sempre com o objetivo de ajudar as outras pessoas, ele era muito querido por sua família, por seus colegas e pelos habitantes de uma comunidade que ele, em uma associação fundada com a ajuda de amigos do colégio Rio Negro ajudam, chamada "Eu Sou Seu Amigo". Sempre ganhava medalhas de melhor aluno e era exemplo para toda a escola.
Eles cresceram e continuaram amigos. Até que Renato faz amizade com um menino que um dia lhe oferece um suposto remédio para dor de cabeça que acaba o viciando.
Seu irmão, juntamente com um de seus professores, tentam ajudá-lo a se afastar-se desse mundo, mas tudo foi em vão. Descobre-se que Renato também trafica maconha e queria viciar Roberto e outros alunos. Indignados, decidem acabar com o mal pela raiz e denunciar a quadrilha.
Com muito esforço conseguem, mas Renato não abandona as drogas e decide se vingar. À noite, vai a sua casa juntamente com seus amigos da quadrilha, e nisso tem uma discussão com o pai, no fim da discussão do dois o pai, acaba se revoltando com o estado do filho. Ele pega uma arma dentro de casa e acaba matando seu próprio filho para não ser morto por Renato. A mãe de Renato e Roberto entra em depressão.

## Possível adaptação para o cinema
Em 1983, foi proposto uma adaptação do livro para o cinema, com Emilio Estevez no papel de Renato e Henry Thomas como Roberto. Porém, o ator Emilio Estevez não pôde fazê-lo, pois já havia sido escalado para fazer Andrew Clark em Clube dos Cinco, e o projeto foi abandonado.